# ناهمرسی
ناهمرسی یا دیکوگامی (به انگلیسی:Dichogamy) به حالتی در برخی از گیاهان گفته می‌شود که رسیدن دانه گرده و اندام مادگی، برای عمل لقاح و گرده افشانی، همزمان نمی‌باشد. در بسیاری از گیاهان دانه گرده و اندام مادگی همزمان می‌رسند و آماده لقاح می‌باشند ولی در برخی از گیاهان مانند کاج، کاسنی، گل مریم، کلم و…، یکی از اندام نر یا ماده زودتر می‌رسد و باعث می‌شود زمان مؤثر گرده افشانی کاهش یافته و تشکیل میوه مختل شود که به آن ناهمرسی می‌گویند. ناهمرسی شامل نرپیش‌رسی و ماده‌پیش‌رسی می‌شود.

## نرپیش‌رسی
در گیاهانی که دانه گرده زودتر از رسیدن اندام مادگی، مراحل رشد خود را طی می‌کند، اتفاق می‌افتد و به آن نرپیش‌رسی یا پروتاندری (به لاتین:Protandry) می‌گویند. این پدیده را می‌توان در گردوی ایرانی، پسته، فندق، ذرت، کاهو، گل استکانی، کاج، اسفناج، هویج، کاسنی، گل مریم و… مشاهده کرد. مناطق گرم و خشک حالت نرپیش رسی را تشدید می‌کند، اما مناطق ساحلی این پدیده را کاهش می‌دهد.

## ماده‌پیش‌رسی
در برخی دیگر از گیاهان با وجود اینکه اندام مادگی تمام مراحل رشد خود را طی کرده، دانه گرده هنوز نارس است که به این حالت ماده‌پیش‌رسی یا پروتوژینی (به لاتین:Protogyny) می‌گویند. این پدیده در سیب، گوجه، انجیر و کلم رخ می‌دهد.